# Фьервиль-Бре
Фьерви́ль-Бре (фр. Fierville-Bray) — коммуна во Франции, находится в регионе Нижняя Нормандия. Департамент коммуны — Кальвадос. Входит в состав кантона Бретвиль-сюр-Лез. Округ коммуны — Кан.
Код INSEE коммуны — 14268.

## Население
Население коммуны на 2010 год составляло 492 человека.
| 1962 | 1968 | 1975 | 1982 | 1990 | 1999 | 2010 |
| ---- | ---- | ---- | ---- | ---- | ---- | ---- |
| 309  | 311  | 237  | 301  | 421  | 426  | 492  |

## Экономика
В 2010 году среди 332 человек трудоспособного возраста (15—64 лет) 263 были экономически активными, 69 — неактивными (показатель активности — 79,2 %, в 1999 году было 72,3 %). Из 263 активных жителей работали 246 человек (137 мужчин и 109 женщин), безработных было 17 (7 мужчин и 10 женщин). Среди 69 неактивных 31 человек были учениками или студентами, 24 — пенсионерами, 14 были неактивными по другим причинам.